# Cubières-sur-Cinoble
Cubières-sur-Cinoble é uma comuna francesa na região administrativa de Occitânia, no departamento de Aude. Estende-se por uma área de 14,48 km². Em 2010 a comuna tinha 91 habitantes (densidade: 6,3 hab./km²).